# 竹原樸一
竹原 樸一（たけはら ぼくいち、1852年6月1日（嘉永5年4月14日）- 1930年（昭和5年）6月19日）は、明治から昭和初期の政治家。衆議院議員、三重県南牟婁郡鵜殿村長。

## 経歴
紀伊国牟婁郡鵜殿村（三重県南牟婁郡宇和野村、鵜殿村を経て現紀宝町鵜殿）で、竹原季右衛門の二男として生まれ、1873年（明治6年）に家督を相続した。大阪開成所で学んだ。
鵜殿村会議員、南牟婁郡会議員、三重県会議員（1882年-1924年）を務め、鵜殿村長には30余年在任した。一貫して立憲政友会に所属して政治活動を行った。1924年（大正13年）5月、第15回衆議院議員総選挙で三重県第9区から立憲政友会所属で出馬して、南為太郎との接戦を制して当選し、衆議院議員に1期在任した。この間、政友会協議員、同三重県支部長などを務めた。
また、紀勢鉄道（紀勢本線）の敷設に奥野市次郎、山口熊野、遊木保太郎らと共に尽力した。

## 国政選挙歴
- 第2回衆議院議員総選挙（三重県第5区、1892年2月、自由党）落選[9]
- 第6回衆議院議員総選挙（三重県第5区、1898年8月、憲政党）落選[10]
- 第7回衆議院議員総選挙（三重県郡部、1902年8月、立憲政友会）落選[11]
- 第15回衆議院議員総選挙（三重県第9区、1924年5月、立憲政友会）当選[8]